# 백지계획
백지계획(白紙計劃)은 1970년대 박정희 대통령의 지시로 수립된, 대한민국의 행정수도를 한국의 통일 때까지 서울에서 충청남도 연기군과 공주군으로 옮기려던 계획이다. 박정희가 1979년 사망하여 무산되었으나, 임시행정수도건설을위한특별조치법은 유지되었다. 
노무현 대통령의 공약으로 2004년 대한민국 행정수도 이전 계획이 추진되었을때 임시행정수도건설을위한특별조치법을 개정하지 않고 신행정수도의건설을위한특별조치법으로 새로 법을 대체하여 추진한 뒤 백지계획의 대상이 되었던 지역 인근에 신행정수도 후보지를 선정해 추진하였다. 이후 헌법재판소의 결정으로 위헌 판결이 나와 특별조치법이 폐지된 후 세종특별자치시가 들어섰다.

## 정의
백지계획은 박정희 전 대통령이 1977년 초 임시행정수도 건설계획을 발표한 뒤 백지상태에서 이상적인 새 행정수도를 구상한다는 취지에서 붙은 이름이다.

## 같이 보기
- 세종특별자치시의 역사
- 2004년 대한민국 행정수도 이전 계획
- 행정중심복합도시
- 임시수도
- 박병주 
  - 새서울계획 (New Seoul Plan, 1966년)